# Saint-Pourçain-sur-Sioule

Saint-Pourçain-sur-Besbre este o comună în departamentul Allier din centrul Franței. În 1 ianuarie 2022 avea o populație de 4.894 de locuitori.